# Perleberg

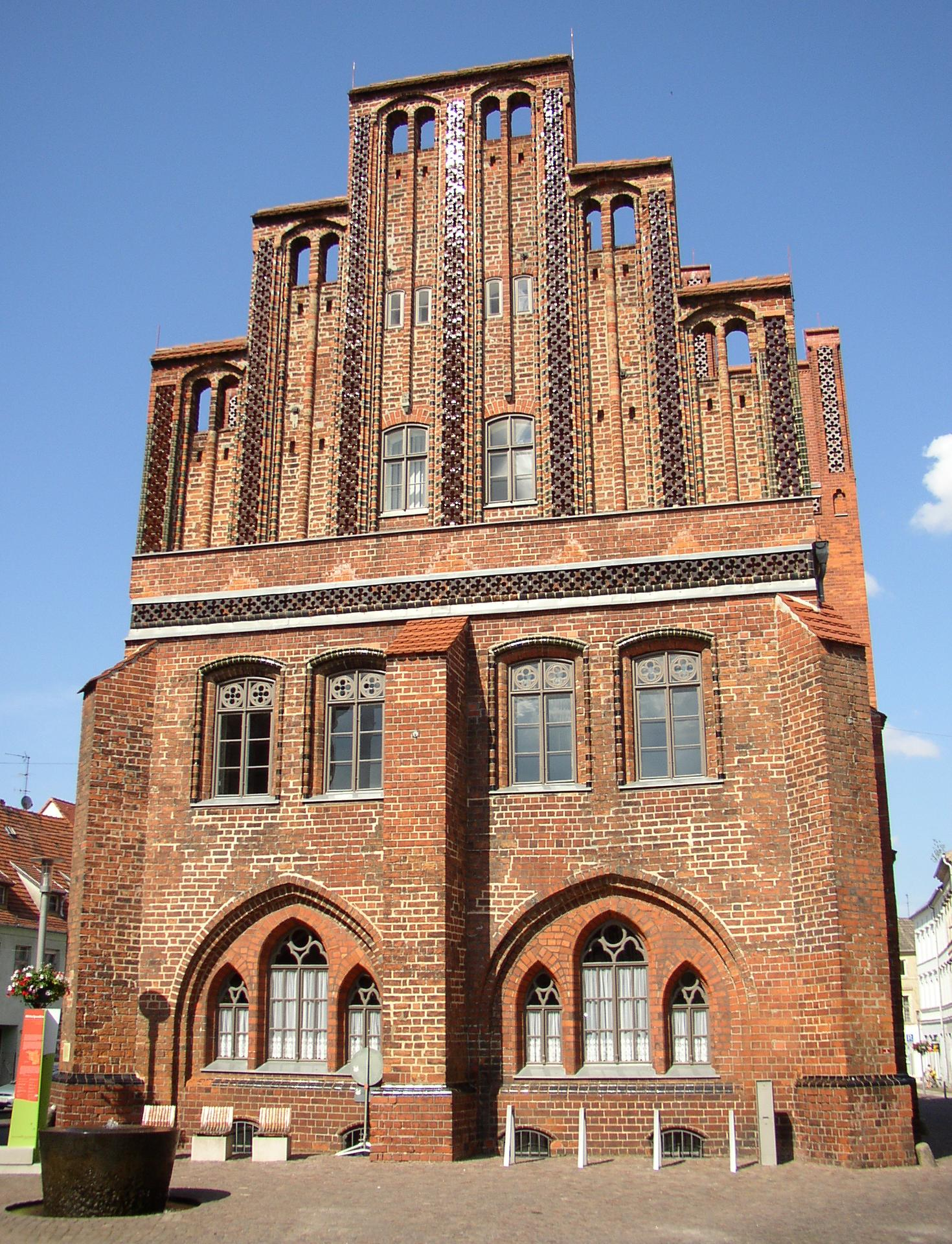
Gemeentehuis

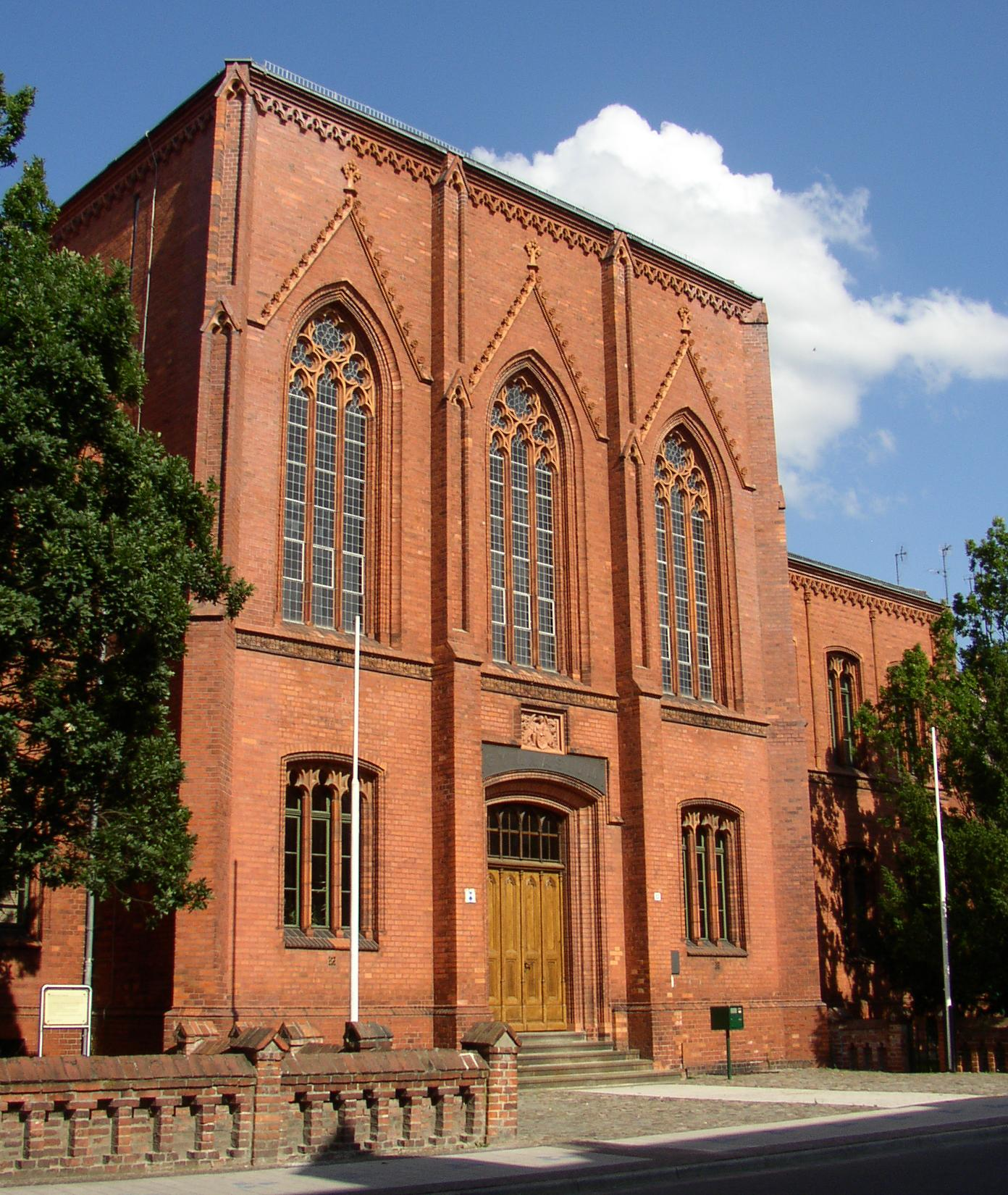
School

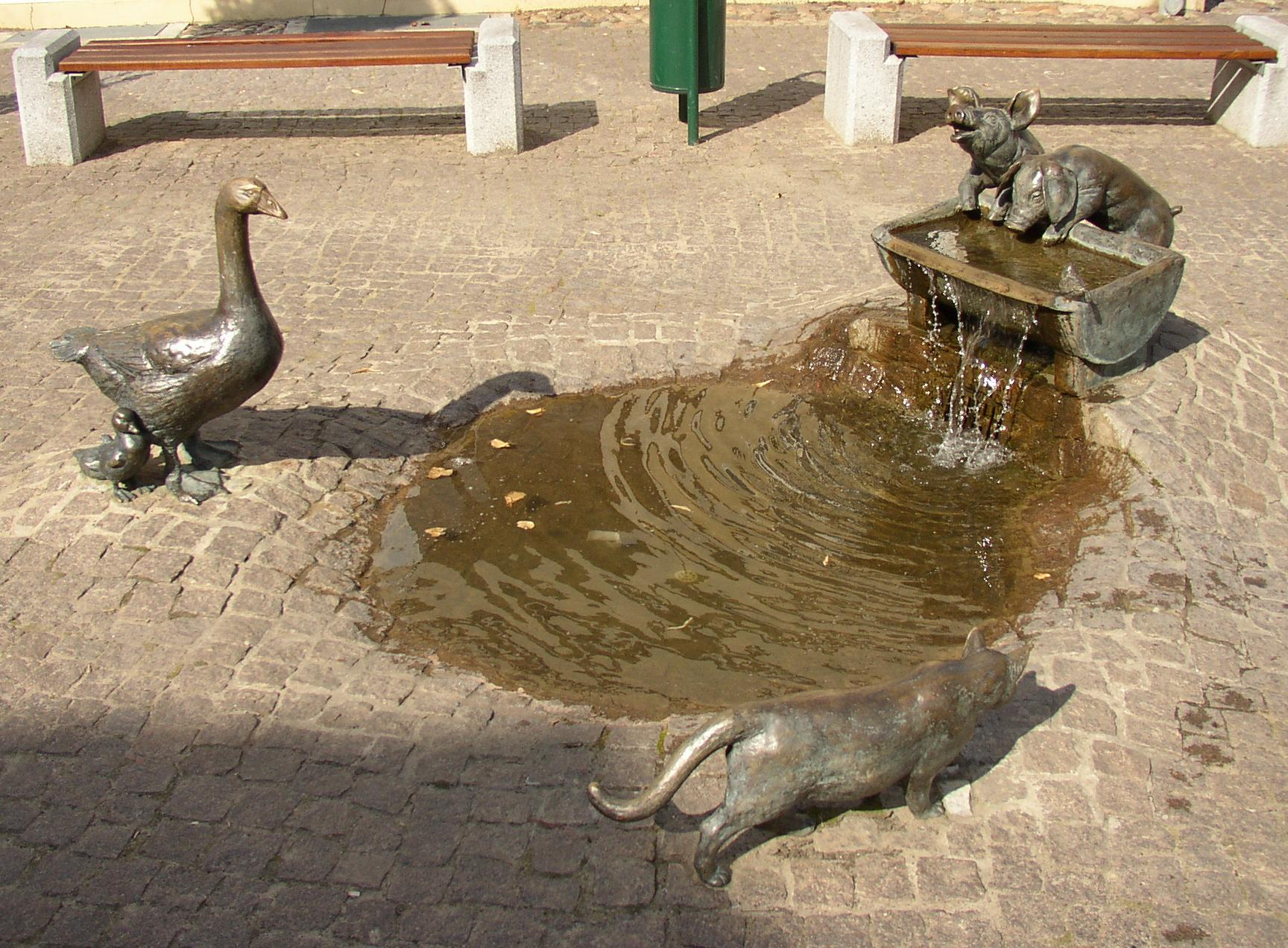
Fontein

Perleberg is een gemeente in de Duitse deelstaat Brandenburg. Het is de Kreisstadt van de Landkreis Prignitz. De stad telt 12.035 inwoners.
Perleberg heeft een oppervlakte van 137,82 km² en ligt in het oosten van Duitsland. De stad ligt aan de Stepenitz.
Perleberg bestaat uit de volgende plaatsen (inwonertallen van 2011):
| Plaats           | Inwoners | Oppervlakte (km²) |
| ---------------- | -------- | ----------------- |
| Perleberg (stad) | 10.452   | 44,15             |
| Dergenthin       | 263      | 17,83             |
| Düpow            | 355      | 8,32              |
| Gramzow          | 40       | 3,27              |
| Groß Buchholz    | 129      | 6,32              |
| Groß Linde       | 45       | 4,40              |
| Lübzow           | 121      | 5,67              |
| Quitzow          | 310      | 11,46             |
| Rosenhagen       | 113      | 8,17              |
| Schönfeld        | 112      | 5,29              |
| Spiegelhagen     | 138      | 7,31              |
| Sükow            | 185      | 9,99              |
| Wüsten-Buchholz  | 107      | 5,65              |
| Totaal           | 12.370   | 137,82            |

## Geschiedenis
Perleberg was minstens al in 1239 een stad en voerde het Salzwedler Stadtrecht. De stad was van 1359 tot 1447 lid van de Hanze.

## Demografie
- Ontwikkeling van de bevolking sinds 1875 binnen de huidige grenzen (blauwe lijn: Bevolking; stippellijn: Vergelijking van de ontwikkeling van de bevolking van de deelstaat Brandenburg, Grijze achtergrond: tijdens de nazi-regering, Rode achtergrond: tijdens de communistische regering)
- Recente ontwikkeling van de bevolking (blauwe lijn) en prognoses

| Jaar | Inwoners |
| ---- | -------- |
| 1875 | 10 311   |
| 1890 | 10 013   |
| 1910 | 12 161   |
| 1925 | 12 882   |
| 1939 | 14 845   |
| 1950 | 17 414   |
| 1964 | 15 983   |

| Jaar | Inwoners |
| ---- | -------- |
| 1971 | 16 193   |
| 1981 | 16 078   |
| 1985 | 15 736   |
| 1990 | 15 032   |
| 1995 | 14 596   |
| 2000 | 13 907   |
| 2005 | 13 094   |

| Jaar | Inwoners |
| ---- | -------- |
| 2010 | 12 332   |
| 2015 | 12 204   |
| 2016 | 12 367   |
| 2017 | 12 317   |
| 2018 | 12 141   |
| 2019 | 12 065   |
| 2020 | 12 035   |

Gegevensbronnen worden beschreven in de Wikimedia Commons.

## Geboren in Perleberg
- Peter Lübeke (1952-2022), voetballer

Bad Wilsnack ·
Berge ·
Breese ·
Cumlosen ·
Gerdshagen ·
Groß Pankow (Prignitz) ·
Gülitz-Reetz ·
Gumtow ·
Halenbeck-Rohlsdorf ·
Karstädt ·
Kümmernitztal ·
Lanz ·
Legde/Quitzöbel ·
Lenzen (Elbe) ·
Lenzerwische ·
Marienfließ ·
Meyenburg ·
Perleberg ·
Pirow ·
Plattenburg ·
Pritzwalk ·
Putlitz ·
Rühstädt ·
Triglitz ·
Weisen ·
Wittenberge